# Manaus (microregio)
Manaus is een van de dertien microregio's van de Braziliaanse deelstaat Amazonas. Zij ligt in de mesoregio Centro Amazonense en grenst aan de mesoregio Norte Amazonense in het noordwesten, de microregio Coari in het westen, de mesoregio Sul Amazonense in het zuiden en de microregio's Itacoatiara in het zuidoosten en Rio Preto da Eva in het noordoosten. De microregio heeft een oppervlakte van ca. 41.243 km². Midden 2004 werd het inwoneraantal geschat op 1.796.541.
Zeven gemeenten behoren tot deze microregio:
- Autazes
- Careiro
- Careiro da Várzea
- Iranduba
- Manacapuru
- Manaquiri
- Manaus

Mesoregio's: Centro Amazonense · Norte Amazonense · Sudoeste Amazonense · Sul Amazonense

Microregio's: Alto Solimões · Boca do Acre · Coari · Itacoatiara · Japurá · Juruá · Madeira · Manaus · Parintins · Purus · Rio Negro · Rio Preto da Eva · Tefé